# Пјека (Мачерата)
Пјека (итал. Pieca) насеље је у Италији у округу Мачерата, региону Марке.
Према процени из 2011. у насељу је живело 33 становника. Насеље се налази на надморској висини од 459 м.